# Badtåg

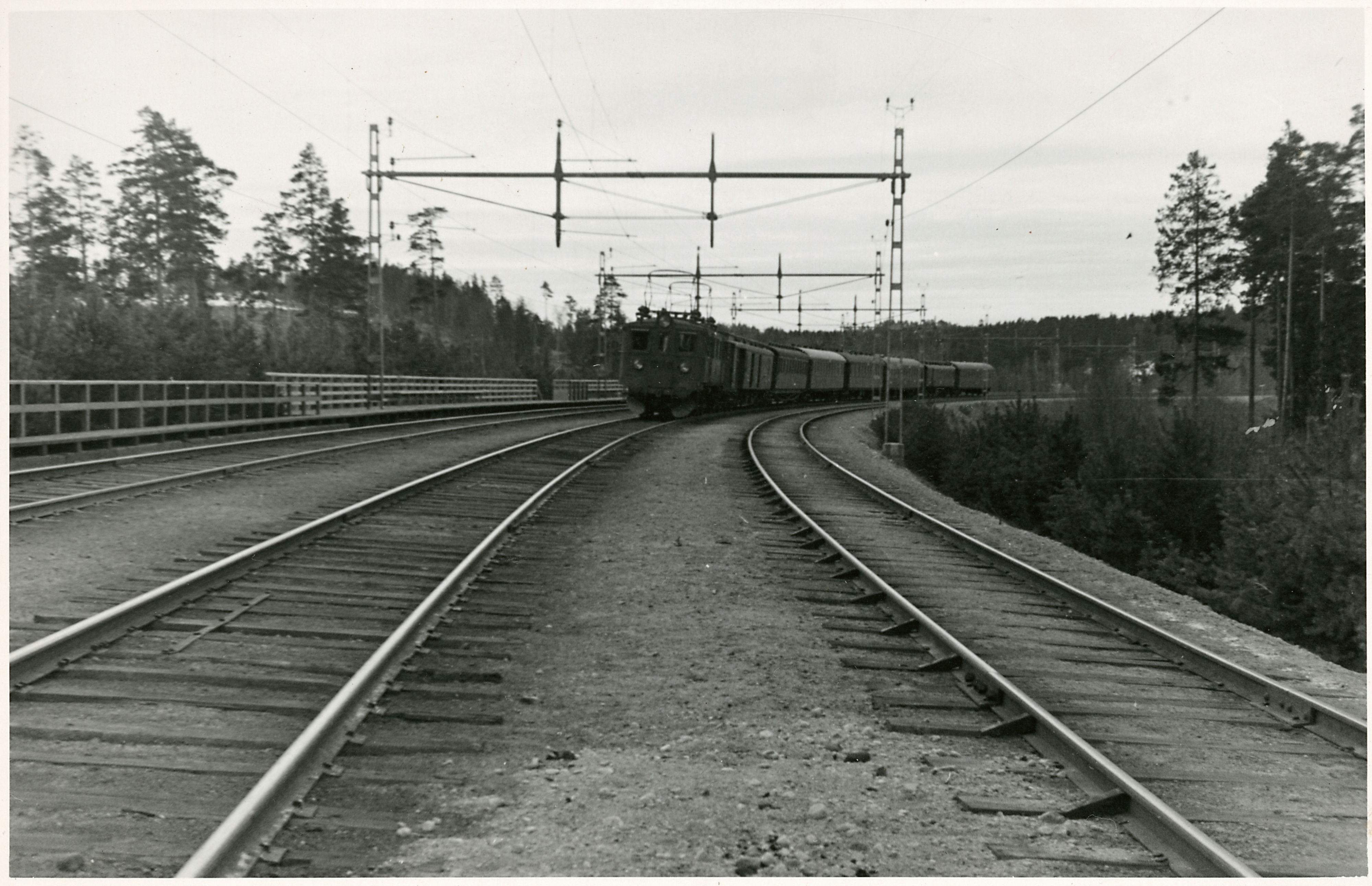
Södertälje havsbad station i Södertälje var en renodlad Badtågsstation. Här stannade tåg med resenärer till Södertälje havsbad

Badtåg är tåg som specifikt trafikerar sträckor som sommartid ska ta passagerare till badplatser, främst barn och familjer i stadsområden. Utöver tåg förekommer även bussar och annan kollektivtrafik. Badtåg och liknande arrangemang förekom förr på många platser i Sverige. Det har förekommit, och förekommer, både som sociala projekt och som kommersiella gruppresor.
Ordet badtåg finns omnämnt i berättelsen "Sommarlif i en Svensk småstad" i Dagens Nyheter den 21 juni 1884 "Förmiddagarne läste och arbetade hon, eftermiddagarne var hon vanligen på någon ungdomsbjudning i en av stadens täcka trädgårdar eller gjorde ett badtåg.", dock oklart vad ett sådant badtåg var.

## Historia

### Socialt
Under lågkonjunkturen på 1920-talet lanserade dr Henrik Allard badresor för stadsbarn med arbetande föräldrar. Detta fenomen uppstod i en tid när samhällen och städer anlade badplatser och parker med en tydlig social inriktning med syftet att göra friluftsliv mer åtkomligt för invånarna.
I Göteborgstrakten gick från 1917 spårvagnar från Järntorget till friluftsbad under uppsikt av vuxna vid Långedrag, samt från 1923 Säröbanans badtåg till Askim och badtåg till orterna söder om Kungsbacka.
En variant av badtåg var badbussarna som åren 1935–1978 förde Stockholmsbarn till Flatenbadet. En vanlig sommar på 1950-talet besöktes badet under sex veckor av 2000 barn (från fem till fjorton år) per dag. De fick simundervisning och till lunch bullar och mjölk. Även till Kanaanbadet och Mälarhöjdsbadet for badbussar.
Liknande sociala insatser förekom även utomlands, exempelvis 1909 för barn från Washington DC till Chesapeake Beach i Calvert County, Maryland, USA. Även från London i Storbritannien for barn med hjälp av "Guides and Scouts", söndagsskolor, ungdomsklubbar och välgörenhetsorganisationer till stränder och landsbygd.

### Kommersiellt
Dock var en del av arrangemangen mer familjers dåtida sätt att resa till bad och hav.
Stockholmare åkte med speciella badtåg till Södertälje havsbad i Södertälje. För denna trafik fanns den specialbyggda Södertälje havsbad station under 1930-1940-talet.
På 1930-talet gick det badtåg från Linköping, Örebro och Norrköping till Varamon i Motala.
Redan år 1885 planerades badtåg från Växjö till Räppe. Med början från senast 1933 gick särskilda badtåg mellan Växjö och Evedal vid Helgasjön, fram till badtågen 1953 ersattes med buss.
Även Skåne hade badtåg, från Malmö till Falsterbo, från Höganäs till Mölle, från Ystad till Ystad Saltsjöbad och från Kristianstad till Åhus med Åhusbanan. SJ:s sista reguljära ånglok var ett badtåg som sommaren 1965 gick mellan Malmö och Falsterbo.

## Nutid

### Socialt
Badbussar finns ännu idag, exempelvis till Lillsjöbadet i Upplands-Bro kommun i Stockholms län går gratis badbussar från Bro centrum.
Badbussar går också från Askersund, Laxå och Hjortkvarn till Alléhallen i Hallsberg.
Även från Borås går gratis badbussar till Sjömarken.
Liknande sociala insatser förekommer utomlands även idag, exempelvis hos HHN Foundation Thailand.

### Kommersiellt
En nutida mer kommersiell variant av badtåg är gatutåget till Ursand vid Vänern från Torget i Vänersborg.
Vissa mindre så kallade Bäderbahn (badtåg) i Tyskland är också av typen gatutåg (exempelvis Kaiserbäder-Express och Selliner Bäderbahn).